# Grange Church

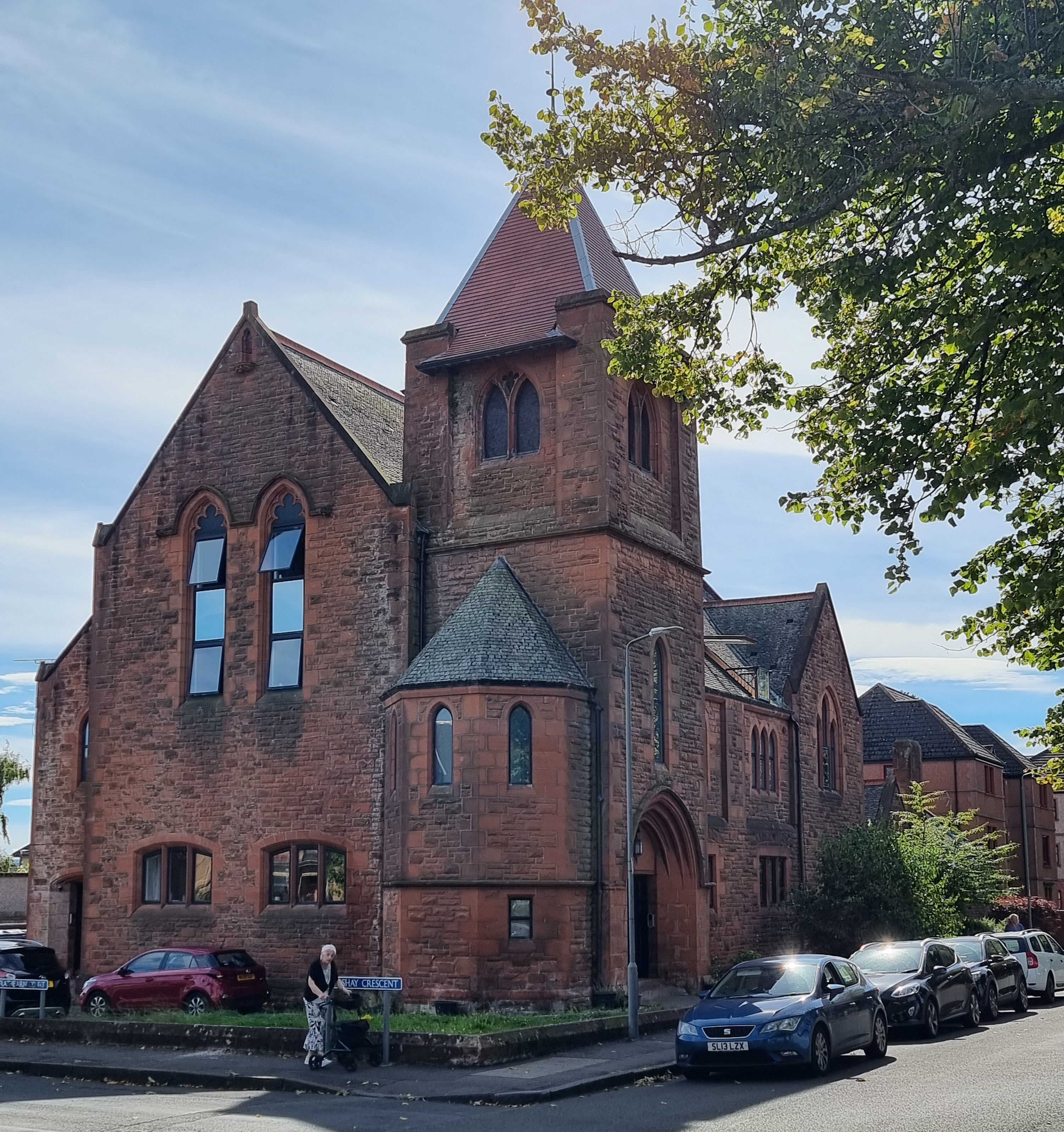
Grange Church

Die Grange Church ist ein ehemaliges presbyterianisches Kirchengebäude in der schottischen Stadt Grangemouth in der Council Area Falkirk. 1992 wurde es in die schottischen Denkmallisten in der Kategorie B aufgenommen. In den 1990er Jahren wurde das Gebäude profaniert und zu Wohnraum umgenutzt.

## Geschichte
Die Kirchengemeinde geht auf den 10. Januar 1855 zurück, als sie sich unter der Bezeichnung Grangemouth United Presbyterian Church bildete und ein Gebäude in der Grange Road bezog. Im Jahre 1900 fusionierte sie mit der Free Church of Scotland zur United Free Church of Scotland. Im selben Jahr wurde der Grundstein der heutigen Grange Church gelegt, die 1903 nach einem Plan des Architekten John Benie Wilson fertiggestellt wurde und am 29. Oktober desselben Jahres eröffnet wurde. 1929 verschmolz die United Free Church of Scotland mit der Church of Scotland. Am 14. März 1991 erfolgte die Zusammenlegung der Grange Church mit der benachbarten Gemeinde. Der neuentstandene Parish erhielt den Namen Zetland und die Gemeinde nutzte fortan die Räumlichkeiten der nahegelegenen Zetland Parish Church. Die Grange Church wurde aufgegeben und zu Wohnraum umfunktioniert.

## Beschreibung
Die Kirche liegt an der Kreuzung zwischen Park Road und Ronaldshay Crescent im Norden von Grangemouth. Stilistisch weist sie Elemente der Arts-and-Crafts-Bewegung auf. Das Mauerwerk besteht aus bossiertem, rotem Sandstein. Der Eingangsbereich befindet sich am Fuß des Glockenturms an der Westseite. Rechts davon sind im Obergeschoss zwei Drillings-Lanzettfenster angeordnet. Daneben schließt ein Giebel mit Drillingsfenstern bündig ab. An der nordexponierten Giebelseite tritt ein semioktogonaler, zweistöckiger Treppenturm am Glockenturm hervor. In der Giebelfläche sind zwei Lanzettfenster verbaut. Das Gebäude schließt mit stark geneigten, schiefergedeckten Satteldächern ab. Der Dachfirst ist mit einer Kappe aus rotem Ziegel sowie Keltenkreuzen verziert.